# Campeonato Mundial de Halterofilismo de 1970
O Campeonato Mundial de Halterofilismo de 1970 foi a 44ª edição do campeonato organizado pela Federação Internacional de Halterofilismo (FIH) em Columbus, nos Estados Unidos entre 12 a 20 de setembro de 1970. Foram disputadas 9 categorias com a presença de 129 halterofilistas de 28 nacionalidades.
Nove halterofilistas (Sandor Holczreiter, Walter Szoltysek, Vladimir Smetanin, Imre Földi, Henryk Trebicki, Miecyslaw Nowak, Jan Wojnowski, Yoshiyuki Miyake e Janos Bagocs) testaram positivo para anfetamina (Dexedrina) e foram desqualificados. As amostras de urina foram testadas usando o espectrofotômetro ultravioleta de registro de razão Beckman DK-2A.

## Medalhistas
| Evento                  | Ouro                                 | Ouro     | Prata                                    | Prata    | Bronze                              | Bronze   |
| 52 kg                   | 52 kg                                | 52 kg    | 52 kg                                    | 52 kg    | 52 kg                               | 52 kg    |
| ----------------------- | ------------------------------------ | -------- | ---------------------------------------- | -------- | ----------------------------------- | -------- |
| Desenvolvimento militar | Sándor Holczreiter · Hungria         | 120,0 kg | Vladislav Krishchishin · União Soviética | 112,5 kg | Vladimir Smetanin · União Soviética | 105,0 kg |
| Arranque                | Walter Szołtysek · Polónia           | 102,5 kg | Vladimir Smetanin · União Soviética      | 100,0 kg | Salvador del Rosario · Filipinas    | 95,0 kg  |
| Arremesso               | Salvador del Rosario · Filipinas     | 130,0 kg | Charlie Depthios · Indonésia             | 127,5 kg | Walter Szołtysek · Polónia          | 127,5 kg |
| Total                   | Sándor Holczreiter · Hungria         | 342,5 kg | Walter Szołtysek · Polónia               | 330,0 kg | Vladimir Smetanin · União Soviética | 330,0 kg |
| 56 kg                   |                                      |          |                                          |          |                                     |          |
| Desenvolvimento militar | Imre Földi · Hungria                 | 120,0 kg | Fernando Báez · Porto Rico               | 115,0 kg | Mohammad Nassiri Irão               | 115,0 kg |
| Arranque                | Henryk Trębicki · Polónia            | 107,5 kg | Kenkichi Ando · Japão                    | 105,0 kg | Imre Földi · Hungria                | 105,0 kg |
| Arremesso               | Mohammad Nassiri Irão                | 147,5 kg | Imre Földi · Hungria                     | 137,5 kg | Kenkichi Ando · Japão               | 135,0 kg |
| Total                   | Mohammad Nassiri Irão                | 362,5 kg | Imre Földi · Hungria                     | 362,5 kg | Henryk Trębicki · Polónia           | 357,5 kg |
| 60 kg                   |                                      |          |                                          |          |                                     |          |
| Desenvolvimento militar | Mladen Kuchev · Bulgária             | 130,0 kg | Mieczysław Nowak · Polónia               | 127,5 kg | Yoshinobu Miyake · Japão            | 120,0 kg |
| Arranque                | Jan Wojnowski · Polónia              | 120,0 kg | Yoshiyuki Miyake · Japão                 | 117,5 kg | Mieczysław Nowak · Polónia          | 115,0 kg |
| Arremesso               | Mieczysław Nowak · Polónia           | 150,0 kg | Jan Wojnowski · Polónia                  | 147,5 kg | János Benedek · Hungria             | 147,5 kg |
| Total                   | Mieczysław Nowak · Polónia           | 392,5 kg | Jan Wojnowski · Polónia                  | 385,0 kg | Yoshiyuki Miyake · Japão            | 382,5 kg |
| 67,5 kg                 |                                      |          |                                          |          |                                     |          |
| Desenvolvimento militar | János Bagócs · Hungria               | 140,0 kg | Zbigniew Kaczmarek · Polónia             | 140,0 kg | Waldemar Baszanowski · Polónia      | 137,5 kg |
| Arranque                | Waldemar Baszanowski · Polónia       | 135,0 kg | Zbigniew Kaczmarek · Polónia             | 132,5 kg | Yusaku Ono · Japão                  | 125,0 kg |
| Arremesso               | János Bagócs · Hungria               | 167,5 kg | Zbigniew Kaczmarek · Polónia             | 167,5 kg | Won Shin-hee Coreia do Sul          | 165,0 kg |
| Total                   | Zbigniew Kaczmarek · Polónia         | 440,0 kg | Waldemar Baszanowski · Polónia           | 437,5 kg | János Bagócs · Hungria              | 432,5 kg |
| 75 kg                   |                                      |          |                                          |          |                                     |          |
| Desenvolvimento militar | Viktor Kurentsov · União Soviética   | 152,5 kg | Ari Kurko · Finlândia                    | 150,0 kg | Werner Dittrich · Alemanha Oriental | 150,0 kg |
| Arranque                | Aimé Terme · França                  | 142,5 kg | Leif Jenssen · Noruega                   | 142,5 kg | Mohamed Tarabulsi · Líbano          | 140,0 kg |
| Arremesso               | Viktor Kurentsov · União Soviética   | 180,0 kg | Gábor Szarvas · Hungria                  | 172,5 kg | Yordan Bikov · Bulgária             | 170,0 kg |
| Total                   | Viktor Kurentsov · União Soviética   | 462,5 kg | Leif Jenssen · Noruega                   | 455,0 kg | Gábor Szarvas · Hungria             | 445,0 kg |
| 82,5 kg                 |                                      |          |                                          |          |                                     |          |
| Desenvolvimento militar | Gennady Ivanchenko · União Soviética | 165,0 kg | Norbert Ozimek · Polónia                 | 160,0 kg | György Horváth · Hungria            | 157,5 kg |
| Arranque                | Gennady Ivanchenko · União Soviética | 150,0 kg | David Rigert · União Soviética           | 147,5 kg | Masushi Ouchi · Japão               | 145,0 kg |
| Arremesso               | Gennady Ivanchenko · União Soviética | 190,0 kg | Norbert Ozimek · Polónia                 | 182,5 kg | Mike Karchut · Estados Unidos       | 182,5 kg |
| Total                   | Gennady Ivanchenko · União Soviética | 505,0 kg | Norbert Ozimek · Polónia                 | 482,5 kg | David Rigert · União Soviética      | 482,5 kg |
| 90 kg                   |                                      |          |                                          |          |                                     |          |
| Desenvolvimento militar | Vasily Kolotov · União Soviética     | 175,0 kg | Jean-Pierre Van Lerberghe · Bélgica      | 165,0 kg | Marek Gołąb · Polónia               | 165,0 kg |
| Arranque                | Vasily Kolotov · União Soviética     | 160,0 kg | Rainer Dörrzapf · Alemanha Ocidental     | 145,0 kg | Pierre Gourrier · França            | 142,5 kg |
| Arremesso               | Vasily Kolotov · União Soviética     | 202,5 kg | Phil Grippaldi · Estados Unidos          | 190,0 kg | Géza Tóth · Hungria                 | 187,5 kg |
| Total                   | Vasily Kolotov · União Soviética     | 537,5 kg | Phil Grippaldi · Estados Unidos          | 490,0 kg | Géza Tóth · Hungria                 | 490,0 kg |
| 110 kg                  |                                      |          |                                          |          |                                     |          |
| Desenvolvimento militar | Jaan Talts · União Soviética         | 200,0 kg | Aleksandar Kraychev · Bulgária           | 187,5 kg | Bob Bednarski · Estados Unidos      | 182,5 kg |
| Arranque                | Kauko Kangasniemi · Finlândia        | 160,0 kg | Jaan Talts · União Soviética             | 155,0 kg | Jean-Paul Fouletier · França        | 152,5 kg |
| Arremesso               | Jaan Talts · União Soviética         | 210,0 kg | Roberto Vezzani · Itália                 | 200,0 kg | Bob Bednarski · Estados Unidos      | 200,0 kg |
| Total                   | Jaan Talts · União Soviética         | 565,0 kg | Aleksandar Kraychev · Bulgária           | 535,0 kg | Bob Bednarski · Estados Unidos      | 530,0 kg |
| +110 kg                 |                                      |          |                                          |          |                                     |          |
| Desenvolvimento militar | Serge Reding · Bélgica               | 215,0 kg | Vasily Alekseyev · União Soviética       | 215,0 kg | Ken Patera · Estados Unidos         | 207,5 kg |
| Arranque                | Kalevi Lahdenranta · Finlândia       | 172,5 kg | Vasily Alekseyev · União Soviética       | 170,0 kg | Manfred Rieger · Alemanha Oriental  | 165,0 kg |
| Arremesso               | Vasily Alekseyev · União Soviética   | 227,5 kg | Serge Reding · Bélgica                   | 215,0 kg | Kalevi Lahdenranta · Finlândia      | 210,0 kg |
| Total                   | Vasily Alekseyev · União Soviética   | 612,5 kg | Serge Reding · Bélgica                   | 590,0 kg | Kalevi Lahdenranta · Finlândia      | 577,5 kg |

- — RECORDE MUNDIAL

## Quadro de medalhas
Quadro de medalhas no total combinado
| Ordem | País            | Medalha de ouro | Medalha de prata | Medalha de bronze | Total |
| ----- | --------------- | --------------- | ---------------- | ----------------- | ----- |
| 1     | União Soviética | 5               | 0                | 2                 | 7     |
| 2     | Polónia         | 2               | 4                | 1                 | 7     |
| 3     | Hungria         | 1               | 1                | 3                 | 5     |
| 4     | Irão            | 1               | 0                | 0                 | 1     |
| 5     | Estados Unidos  | 0               | 1                | 1                 | 2     |
| 6     | Bélgica         | 0               | 1                | 0                 | 1     |
| 6     | Bulgária        | 0               | 1                | 0                 | 1     |
| 6     | Noruega         | 0               | 1                | 0                 | 1     |
| 9     | Finlândia       | 0               | 0                | 1                 | 1     |
| 9     | Japão           | 0               | 0                | 1                 | 1     |
| Total | Total           | 9               | 9                | 9                 | 27    |

Quadro de medalhas nos levantamentos + total combinado
| Ordem | País               | Medalha de ouro | Medalha de prata | Medalha de bronze | Total |
| ----- | ------------------ | --------------- | ---------------- | ----------------- | ----- |
| 1     | União Soviética    | 16              | 6                | 3                 | 25    |
| 2     | Polónia            | 7               | 11               | 5                 | 23    |
| 3     | Hungria            | 5               | 3                | 7                 | 15    |
| 4     | Finlândia          | 2               | 1                | 2                 | 5     |
| 5     | Irão               | 2               | 0                | 1                 | 3     |
| 6     | Bélgica            | 1               | 3                | 0                 | 4     |
| 7     | Bulgária           | 1               | 2                | 1                 | 4     |
| 8     | França             | 1               | 0                | 2                 | 3     |
| 9     | Filipinas          | 1               | 0                | 1                 | 2     |
| 10    | Japão              | 0               | 2                | 5                 | 7     |
| 10    | Estados Unidos     | 0               | 2                | 5                 | 7     |
| 12    | Noruega            | 0               | 2                | 0                 | 2     |
| 13    | Indonésia          | 0               | 1                | 0                 | 1     |
| 13    | Itália             | 0               | 1                | 0                 | 1     |
| 13    | Porto Rico         | 0               | 1                | 0                 | 1     |
| 13    | Alemanha Ocidental | 0               | 1                | 0                 | 1     |
| 17    | Alemanha Oriental  | 0               | 0                | 2                 | 2     |
| 18    | Líbano             | 0               | 0                | 1                 | 1     |
| 18    | Coreia do Sul      | 0               | 0                | 1                 | 1     |
| Total | Total              | 36              | 36               | 36                | 108   |